# Kings Peak
Der Kings Peak ist mit 4123 m der höchste Berg des US-Bundesstaats Utah. Benannt ist der Berg nach Clarence King, einem amerikanischen Geologen und Bergsteiger.
Es gibt drei beliebte Routen zum Gipfel; ein Klettern den Osthang hinauf, eine Wanderung den Nordgrat hinauf und eine lange, aber relativ leichte Wanderung den Südhang hinauf. Der Gipfel wurde nach Clarence King benannt, einem Landvermesser in der Gegend und dem ersten Direktor des United States Geological Survey. Kings Peak wird allgemein als der höchste Punkt des Bundesstaates angesehen, der ohne spezielle Kletterkenntnisse und/oder Führung bestiegen werden kann. Die einfachste Route erfordert eine Wanderung von 47 km (29 Meilen, Hin- und Rückweg).